# Lissodiadema
Lissodiadema is een geslacht van zee-egels uit de familie Diadematidae.

## Soorten
- Lissodiadema lorioli Mortensen, 1903